# ديفيد إم. غولشميدت
ديفيد إم. غولشميدت (بالإنجليزية: David Goldschmidt)‏ هو رياضياتي أمريكي، ولد في 21 مايو 1942 في نيويورك في الولايات المتحدة.